# كورنيليوس س. سميث
كورنيليوس س. سميث (بالإنجليزية: Cornelius C. Smith)‏ هو عسكري أمريكي، ولد في 7 أبريل 1869 في توسان في الولايات المتحدة، وتوفي في 10 يناير 1936 في ريفرسايد في الولايات المتحدة.